# دنیل براوو
دنیل براوو (فرانسوی: Daniel Bravo‎؛ زادهٔ ۹ فوریهٔ ۱۹۶۳) بازیکن سابق فوتبال اهل فرانسه است.
از باشگاه‌هایی که در آن بازی کرده‌است می‌توان به باشگاه فوتبال المپیک مارسی، باشگاه فوتبال موناکو، باشگاه فوتبال پارما، باشگاه فوتبال پاری سن ژرمن، باشگاه فوتبال المپیک لیون، باشگاه فوتبال نیس، و باشگاه فوتبال نیس، و باشگاه فوتبال نیس، اشاره کرد.
وی همچنین در تیم ملی فوتبال فرانسه بازی کرده‌است.